# Eliaszówka (rejon starokonstantynowski)
Eliaszówka  (ukr. Ілляшівка) – wieś na Ukrainie w rejonie starokonstantynowskim należącym do obwodu chmielnickiego.

## Pałac

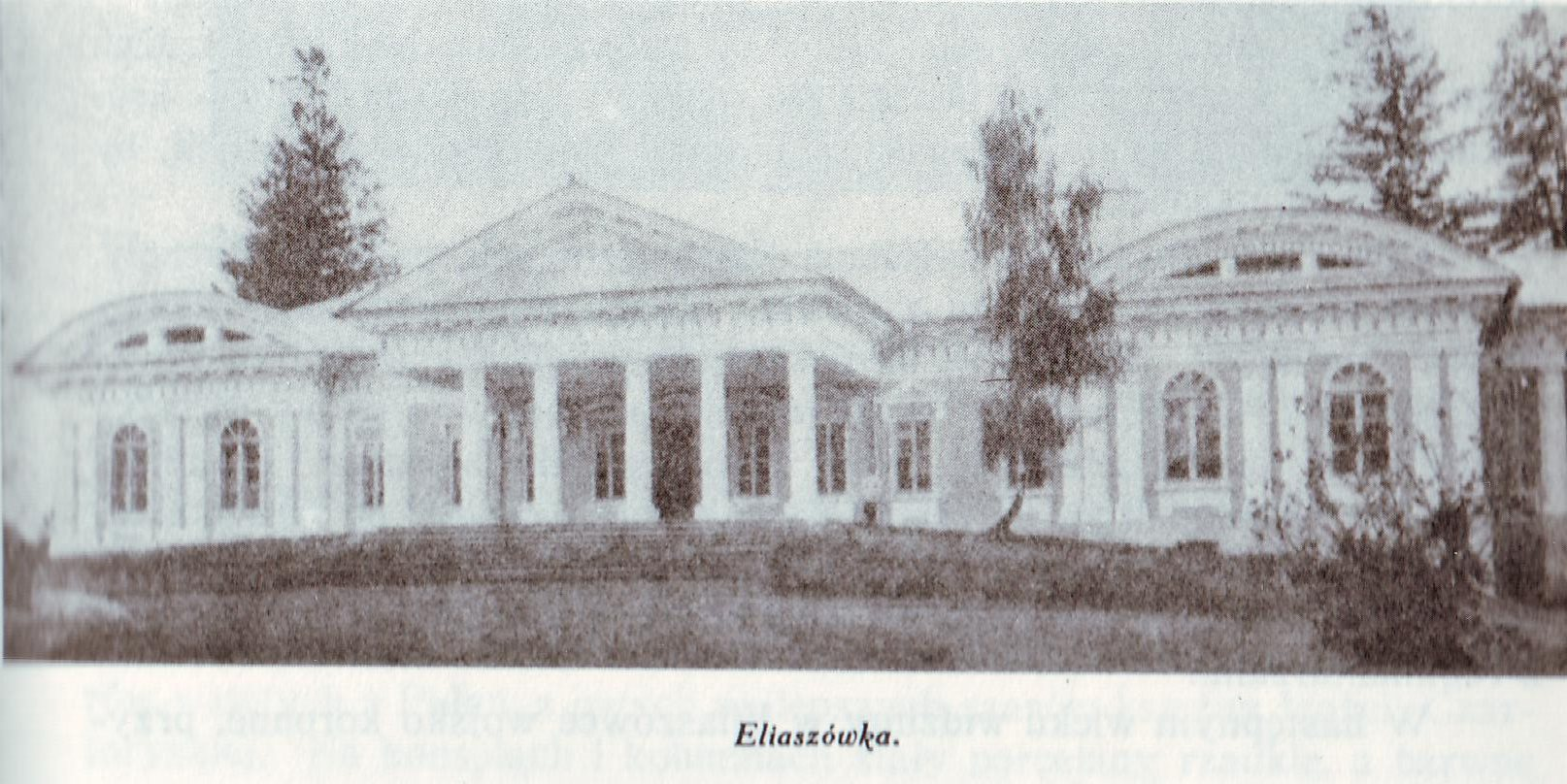

- parterowy pałac wybudowany w stylu empire, w pierwszej połowie XIX w. przez Seweryna Bukara[3]. Od frontu portyk z sześcioma kolumnami podtrzymującymi tympanon. Skrzydła zwieńczone zaokrąglonymi dachami. Skrzydła po bokach również z sześcioma kolumnami (po dwie) podtrzymującymi trójkątne frontony. Od ogrodu półkolisty portyk z ośmioma kolumnami (po dwie)[4].